# Pietro Generali (compositeur)
Pour le basketteur italien, voir Pietro Generali.
Pietro Generali (23 octobre 1773 à Masserano – 3 novembre 1832 à Novare) est un compositeur italien.

## Biographie
Generali étudie le contrepoint avec Giovanni Masi à Rome, puis passe plusieurs mois au Conservatoire de Naples. Après avoir obtenu ses diplômes à Rome, il se lance dans la composition de pièces religieuses, avant son tout premier opéra en 1800. Son premier succès intervient avec Pamela nubile (Venise, 1804), poursuivi par d'autres ouvrages comiques tel Adelina en 1810, là aussi à Venise.
Quand Rossini commence à s'imposer, Generali déménage à Barcelone afin de diriger les opéras de la compagnie du Teatre de la Santa Creu, avant de rejoindre Naples en 1820 pour y poursuivre ses activités de direction et enseigner. Déçu dans ses dernières années de la réception de ses ouvrages, Generali se concentre sur sa position de maître de chapelle de la cathédrale de Novare (Piémont). Il s'y éteint en 1832.

## Opéras
- Pamela nubile (1804)
- Don Chisciotte (1805)
- Le lagrime d'una vedova (1808)
- L'amore prodotto dall'odio (1810)
- Adelina (1810)
- La vedova delirante (1811)
- Chi non risica non rosica (1811)
- La vedova stravagante (1812)
- L'impostore (1815)
- I baccanali di Roma (1816)
- Rodrigo di Valenza (1817)
- Il servo padrone (1818)
- Adelaide di Borgogna (1819)
- Jefte (1823)
- Il divorzio persiano (1828)
- Francesca da Rimini (1829)
- Il romito di Provenza (1831)

## Enregistrements
- Adelaide di Borgogna (Bongiovani, 2013)
- Adelina (Naxos, 2015). Enregistré en 2010 dans le cadre du festival Rossini in Wildbad